# Víctor Cabrera
Víctor Hugo Cabrera Sánchez (Quillota, 9 de noviembre de 1957) más conocido como Pititore Cabrera o Piti, es un exfutbolista chileno que jugaba de delantero. Fue goleador del fútbol chileno el año 1979 en 2ª División (San Luis) y dos veces en 1ª División (1981 y 1984) jugando por San Luis y Regional Atacama, respectivamente.

## Trayectoria
Fue descubierto jugando en el "Colo Colo de Las Cabritas", en un torneo de verano en una localidad llamada Pueblo Nuevo a tres kilómetros de La Calera.
Jugó por los clubes San Luis, Everton, Colo-Colo en 1985, Deportes Concepción, La Serena en 1988, Unión La Calera, Regional Atacama y Quintero Unido.
Es uno de los goleadores más destacados del fútbol chileno de todos los tiempos, que junto a su capacidad goleadora, unía su particular celebración que lo hizo conocido a nivel nacional e internacional, la que incluía una espectacular voltereta doble, que era una delicia para la galería y que después muchos jugadores copiaron en el mundo.
Jugó en Colo-Colo el año 1985, siendo Campeón del Torneo Polla Gol, además fue el máximo anotador del equipo ese año, convirtiendo en el Torneo Polla Gol 9 goles y en el Torneo Oficial 8 goles. Además en la disputa de la Copa Libertadores convirtió dos goles.
La particularidad de Víctor Cabrera radica en algunos aspectos concretos, como la celebración de sus goles. Estas celebraciones se llevan siempre a cabo con su singular voltereta. La acrobacia mencionada técnicamente se denomina un "rondar más doble mortal atrás en plancha", pirueta exigente y de gran valor plástico.

## Clubes
| Club                | País  | Año       |
| ------------------- | ----- | --------- |
| San Luis            | Chile | 1978-1981 |
| Everton             | Chile | 1982      |
| Regional Atacama    | Chile | 1983-1984 |
| Colo-Colo           | Chile | 1985      |
| Everton             | Chile | 1986      |
| Deportes Concepción | Chile | 1987      |
| Deportes La Serena  | Chile | 1988      |
| Unión La Calera     | Chile | 1989      |
| Regional Atacama    | Chile | 1990-1992 |
| Quintero Unido      | Chile | 1993      |

## Palmarés

### Campeonatos nacionales
| Título           | Club               | País  | Año  |
| ---------------- | ------------------ | ----- | ---- |
| Copa Apertura    | San Luis           | Chile | 1980 |
| Segunda División | San Luis           | Chile | 1980 |
| Copa Chile       | Colo-Colo          | Chile | 1985 |
| Segunda División | Deportes La Serena | Chile | 1987 |

### Distinciones individuales
| Distinción                                           | Año  |
| ---------------------------------------------------- | ---- |
| Goleador del Apertura de Segunda División (15 goles) | 1980 |
| Goleador de la Segunda División (29 goles)           | 1980 |
| Goleador de la Copa Chile (8 goles)                  | 1981 |
| Goleador de la Primera División (18 goles)           | 1984 |